# Maurice Loiseau
Pour les articles homonymes, voir Loiseau.
Maurice Loiseau, est un réalisateur, journaliste sportif et scénariste belge francophone.

## Biographie
Il commence dans le naissant service sportif de la RTB en 1963. Il y poursuivra sa carrière jusqu'en 2004.
En 1964, pour l'émission Lundi sports, il réalise en noir et blanc Leçon d'escrime avec Jean Marais. Pour cette même émission, il réalise encore le portrait de Robbie Rensenbrink en 1977. Il réalise le documentaire Qui est cet homme ? dont il coécrit le scénario avec Roger Laboureur en 1965.
En 1971, il réalise le reportage Onhaye : la course cycliste annuelle pour l'émission Ça c'est du sport de Marc Jeuniau avec la participation des anciens champions Pino Cerami et Alex Close, les commentaires sont de Roger Laboureur,. L'année suivante, il réalise Les petits métiers du Tour de France pour la même émission.
En 1993, il réalise Mémoires d'exploits avec le présentateur Marc Delire,.
En 2003, il réalise le film Il était une fois Eddy à l'occasion des 25 ans des adieux d'Eddy Merckx. Il rend hommage à son ami de longue date Arsène Vaillant — disparu en 2007 — dans l'émission Zoom arrière en 2015,.
Il est par ailleurs un intervenant dans Moi, Belgique, feuilleton historique en sept épisodes qui raconte l'histoire de Belgique, avec la voix d'Annie Cordy, produit par La Une en 2006.
Le 29 février 2008, Maurice Loiseau, qui était président de l’aile francophone de Sportspress.be (APFJS) est élu élu président national de Sportspress.be, nouvelle appellation de l’Association professionnelle belge des journalistes sportifs (APBJS). Il succède à Rik Lamoral. 
Pour la collection « Sports Collection » des éditions TJ, il écrit le scénario de bande dessinée en collaboration avec Philippe Glogowski pour le dessinateur Renaud la série consacrée au football et à l'équipe de Belgique de football Les Diables Rouges intitulée Rêve Brésilien des deux premiers volumes : Le Pari (2013), L'Exploit (2014). Il intercale également le one shot Allez les bleus sur l'équipe de France dans la même collection en 2014.
La même année, il contribue à l'ouvrage Les 100 plus grands sportifs de tous les temps : de Jesse Owens à Lionel Messi de René Taelman publié aux Éditions Jourdan. 
En août 2020, il signe comme vice-président de l'APFJS, un article intitulé Ça va se savoir - Il y a 72 ans, Gaston Reiff… dans L'Info no 68, publication de cette association.

## Œuvre

### Publications

#### Albums de bande dessinée

##### Rêve brésilien
- 1. Le Pari[15], TJ Éditions, coll. « Sports collection », Gerpinnes, novembre 2013
Scénario : Philippe Glogowski, Maurice Loiseau - Dessin : Renaud, Philippe Glogowski - Couleurs : Usagi, Studio Leonardo -  (ISBN 978-2-930743-04-2)
- 2. L'Exploit, TJ Éditions, coll. « Sports collection », Gerpinnes, 4 juillet 2014
Scénario : Philippe Glogowski, Maurice Loiseau - Dessin : Renaud, Willy Harold Williamson, Philippe Glogowski - Couleurs : Studio Leonardo -  (ISBN 978-2-930743-07-3)

##### Allez les bleus
- Allez les bleus, TJ Éditions, coll. « Sports collection », Biesme, 27 mars 2014
Scénario : Philippe Glogowski, Maurice Loiseau - Dessin : Philippe Glogowski, Renaud - Couleurs : quadrichromie -  (ISBN 978-2-930743-06-6)

#### Ouvrages
- René Taelman, Pierre Bilic, Daniel Devos et Maurice Loiseau, Les 100 plus grands sportifs de tous les temps : de Jesse Owens à Lionel Messi[16], Bruxelles ; Paris, Éditions Jourdan, 2014, 315 p., ill. ; 22 cm (ISBN 978-2-87466-217-1, présentation en ligne).

### Émissions de télévision
- Il était une fois Eddy[10], de Maurice Loiseau, commentaires de Marc Jeuniau, Théo Mathy et Pierre Depré, diffusé dimanche 18 mai à 15 h 25 sur La Deux et rediffusé lundi 19 mai 2003 à 20 h 45.

#### Livres
: document utilisé comme source pour la rédaction de cet article.
- Philippe Mellot, Michel Denni, Laurent Turpin et Isabelle Morzadec, Trésors de la bande dessinée : BDM 2023-2024 - Catalogue encyclopédique et Argus, Paris, Les Arènes, novembre 2022, 23e éd., 1677 p., ill. ; 23 cm (ISBN 9791037507280, OCLC 1351462460, présentation en ligne), p. 54.

### Vidéographie
- Inside Sais-tu que ? : Le cyclisme sur RTBF, commentaires de Maurice Loiseau (6 min 10 s), 21 juin 2021 voir en ligne via Auvio .